# Escola Universitària de Ventspils
L'Escola Universitària de Ventspils (en letó: Ventspils Augstskola) és una institución d'educaió superior situada a Ventspils, Letònia.

## Història
L'Escola Universitària de Ventspils (VUC) va ser fundada el 1997 com un col·legi universitari estatal autònom i una institució científica. La seva activitat bàsica és la de portar a terme la recerca científica i posar en pràctica programes d'estudi acadèmic i professional. El 20 de maig de 2013, VUC va adquirir estatus d'institució científica, el que demostra que s'ha complert amb tots els criteris adoptats per l'estat d'un organisme científic.

## Estructura
L'Escola té un rector electe, actualment (2015) Gita Rēvald i compta amb tres facultats, una biblioteca i algunes institucions científiques.
- Facultats
- Tecnologies de la Informació

Aquesta és la nova facultat fundada el 2006. Hi ha programes disponibles que ofereixen títols de llicenciatura i mestratge en Ciències de Computació i Electrònica. L'any 2014 es va establir un nou programa d'estudi internacional en anglès, el que permet als estudiants estrangers obtenir una llicenciatura.
- Economia i Administració

Programes d'estudi actuals permeten obtenir una llicenciatura, un títol de mestratge o doctorat en administració d'empreses, per tant, proporcionar mà d'obra professional per a un gran nombre d'empreses locals.
- Traducció

Aquesta facultat és la més popular pel nombre d'alumnes matriculats. Un dels principals objectius és preparar els especialistes de la comunicació intercultural amb coneixements de llengües estrangeres per al treball a les institucions de la Unió Europea i d'altres organitzacions internacionals.
- Centres
- El Centre de Lingüística Aplicada de l'Escola Universitària de Ventspils és una institució científica reconeguda internacionalment que s'especialitza en el llenguatge i la traducció, així com aplicacions de la tecnologia.[3]
- El Centre d'Innovació i Desenvolupament Regional és finançat per l'ajuntament de la ciutat de Ventspils i té com a objectiu millorar el potencial intel·lectual de la ciutat de Ventspils, la regió de Curlàndia i Letònia. Se centra en la realització de treballs científics a les àrees de la iniciativa empresarial, la innovació i el desenvolupament regional.[4]
- El Centre Ventspils Internacional Ràdio Astronomy - VIRAC supervisa el octau radiotelescopi més gran del món que va ser utilitzat pels militars soviètics durant la Guerra Freda.[5]

## Cooperació Internacional
L'Escola Universitària de Ventspils té Convenis Bilaterals del Programa Erasmus amb més de 60 universitats. Algunes d'aquestes inclouen:
- Universitat Jònica
- Universitat Vytautas el Gran
- Universitat d'Istanbul